# Una noche en La Habana
Una Noche en La Habana es un álbum recopilatorio de éxitos de diferentes agrupaciones latinoamericanas que interpretan ritmos de Cuba, grabado en 1955. Es el segundo long play compilado donde incluyen algunos números de la Sonora Matancera.

## Canciones
1. Traffic Mambo
2. Linda Caleñita*
3. Todo me Gusta De Ti*
4. En el Bajío*
5. El Hierbero Moderno*
6. Mucho Gusto
7. El Gallo Espuelérico
8. Guasabeo Nabú
9. Momposina*
10. Micaela*
11. Mambo infierno
12. Miénteme

(*)Intervención de Sonora Matancera
- Datos: Q6155748